# Iso Rivolta

Iso (Ізо) — з 1939 року італійський виробник мотоциклів, моторолерів та автомобілів. Штаб-квартира розташована в місті Брессо. У 1973 році компанію купує Іво Перо. У 1974 році компанія припинила виробництво автомобілів.

## Ренцо Ріволта. Заснування компанії
Ренцо Ріволта народився в 1908 році в місті Дезіо в сім'ї бізнесмена, який працював у сфері деревообробної промисловості. Коли Ренцо, який був п'ятим з восьми дітей, виповнився 21 рік, він вирішив почати свій бізнес. Вибір Ренцо припав на маленьку фірму Isothermos, розташовану в місті Больцането (Генуя), яка випускала холодильники і масляні обігрівачі. У 1942 році Генуя піддалася бомбардуванням з боку союзників, і Ренцо вирішив перенести свій бізнес у більш тихе містечко Брессо, що недалеко від Мілана. У місті Брессо він купив віллу з великою ділянкою землі, на якій і почав будівництво нових виробничих потужностей, що були готові до 1946 року.

## Виробництво мопедів та мотоциклів
По закінченню військових дій Ренцо вирішує розширити свій бізнес: бачачи бум на моторолери і мопеди, він примітив на Міланській виставці мопед Furetto фірми Officine Ottavio Quadrio і викуповив цей завод, а конструктора моторолера Джанфранко Скарпа зробив відповідальним за виробництвотранспортного засобу. У 1948 році починається виробництво цих самим моторолерів Furetto («Тхір») під маркою Iso, проте, не дивлячись на те, що рекламувалася продукція як надійна, на ділі це був не дуже надійний мопед. Ходила легенда, що коли через два роки було вирішено припинити їх виробництво, запальний Ренцо «поховав» кілька новеньких моторолерів біля свого офісу.

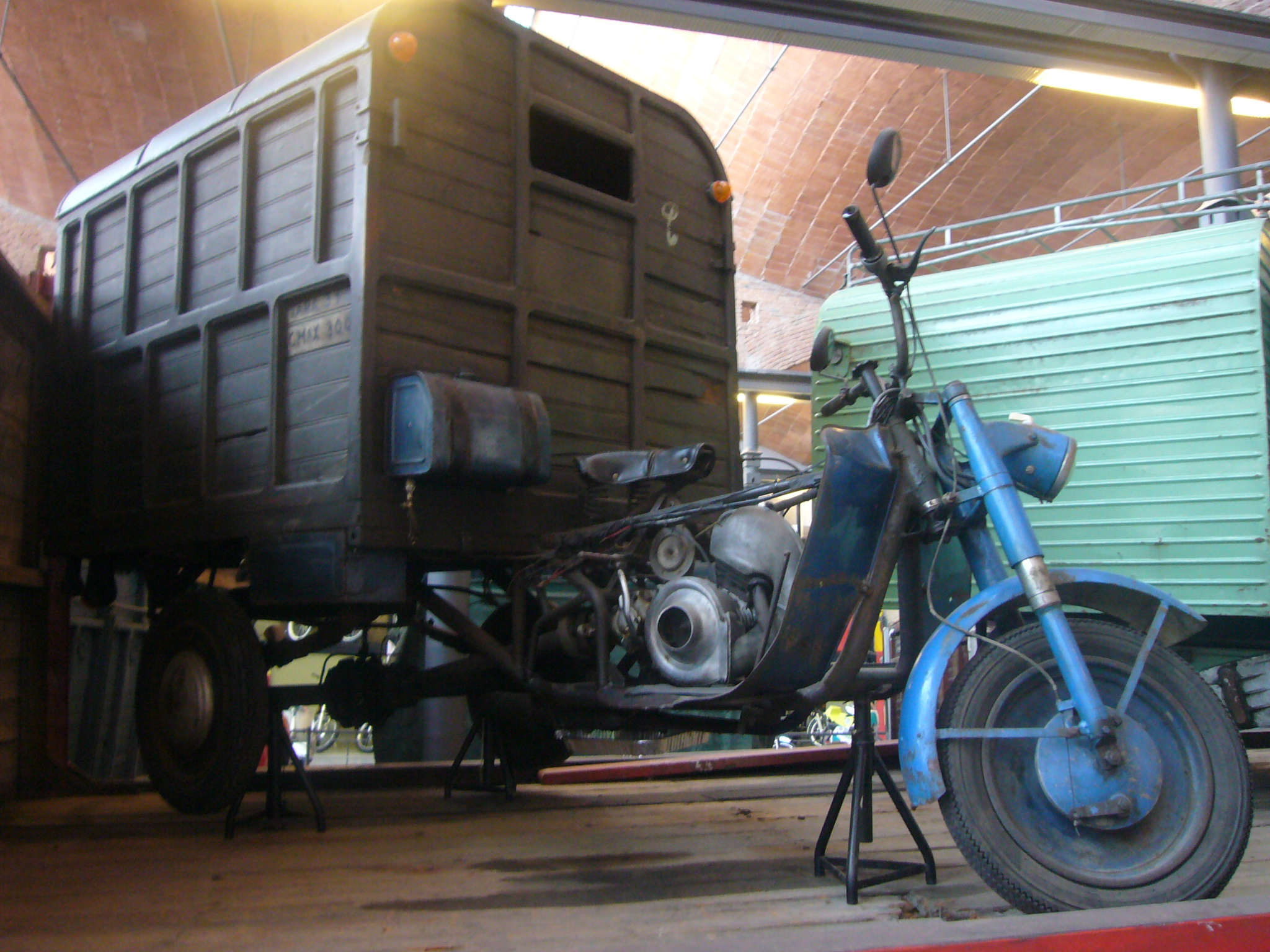
Iso Isocarro

Наприкінці 1949 року з'являється моторолер Isoscooter 125. Тоді ж асортимент моторолерів розбавляється мотоциклом з таким же 125-кубовим мотором — Isomoto 125, вся ця техніка виявилася куди надійнішою першого мопеда, і навіть стала продаватися на експортних ринках і випускатися в Іспанії. У 1952 році з'являється триколісний вантажний бортовий моторолер Isocarro.

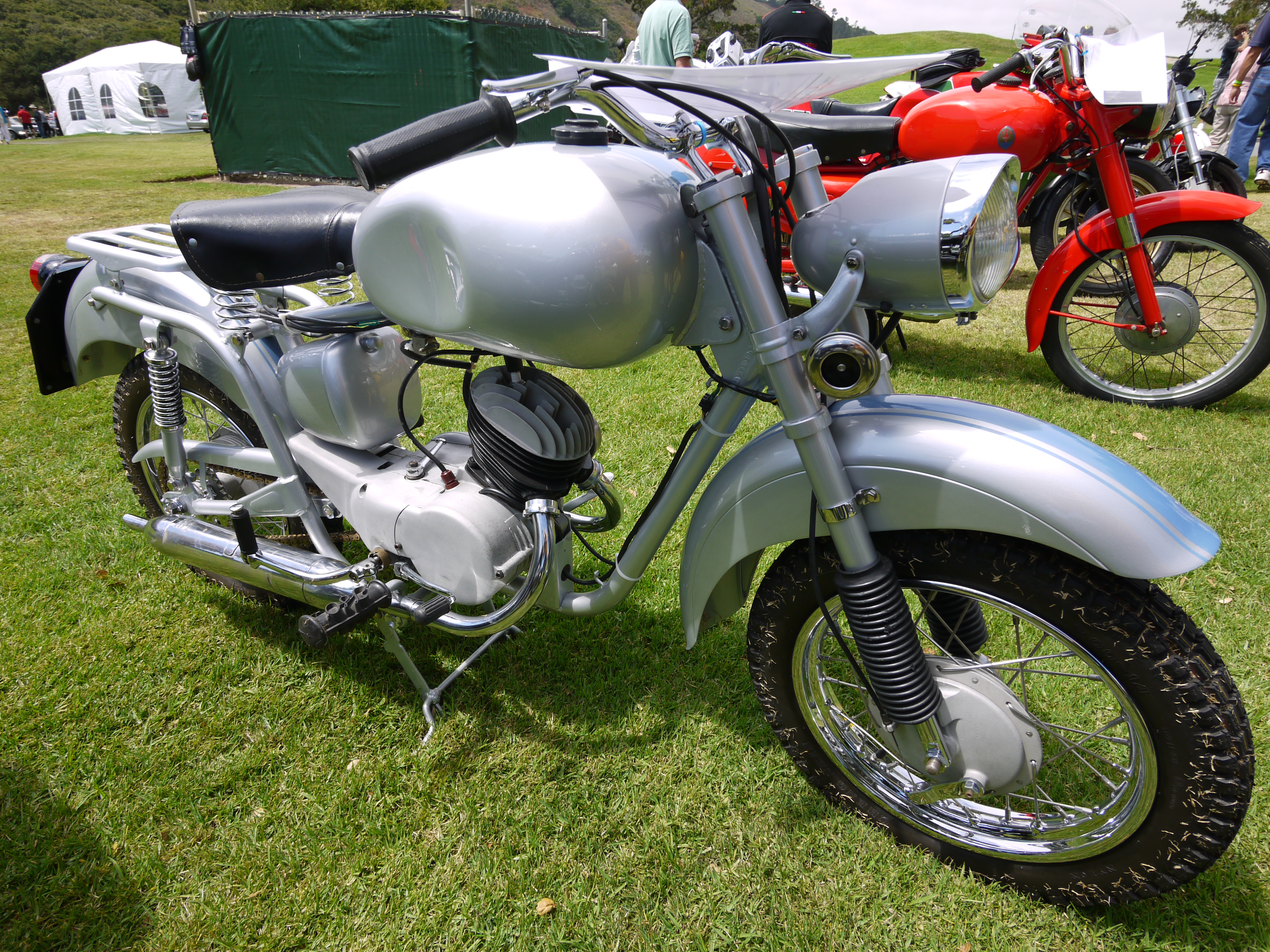
Iso Isomoto 125

Через рік фірма перейменовується в Iso Autoveicoli S.p.a., а незабаром починається виробництво 4-колісного комерційного автомобіля з 400-кубовим 2-циліндровим мотором, який розвивав 14 к.с.. IsoCarro 400 випускався в різних варіантах, аж до карет швидкої допомоги, яка розвивала швидкість до 70 км/год. На шасі цієї вантажівки туринська фірма Fratelli Corna виробляла люкс-мінівен, що продавався він під назвою Iso Plurima.

## Початок виробництва автомобілів

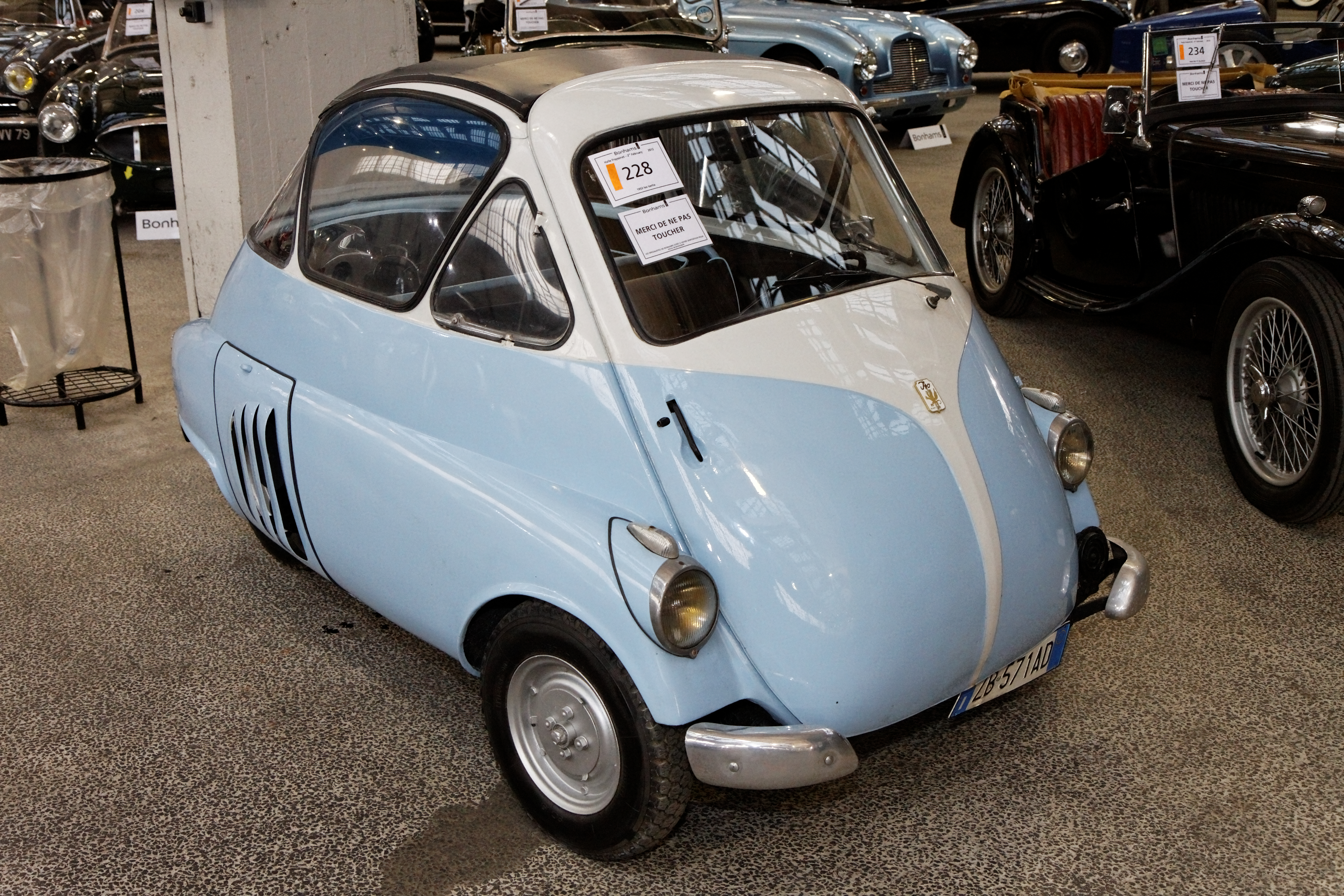
Iso Isetta

У вересні 1953 року на шоу в Турині показали перший легковий автомобіль фірми, але назвати його автомобілем важко. Isetta, як називалася новинка, мала краплеподібний кузов, одноциліндровий 236-кубовий мотор, розташований ззаду, ведучі колеса теж були ззаду. Машина, розроблена Ерменеджільдо Преті і П'єрлуїджі Раджі, була створена з оглядкою на німецькі Heinkel і Messerschmitt, задня колія коліс була набагато вужчою передніх, а спочатку взагалі планувалося зробити автомобіль 3-колісним, але під час випробувань стало ясно, що яйцеподібна машина була нестабільна в поворотах, тому на серійну машину встановили ще одне заднє колесо. Кузов двомісної машини володів цікавою особливістю — він мав всього одні двері, які знаходилися попереду, вхід машину був через передок, а щоб не заважати входу-виходу, рульова колонка відкидалася.

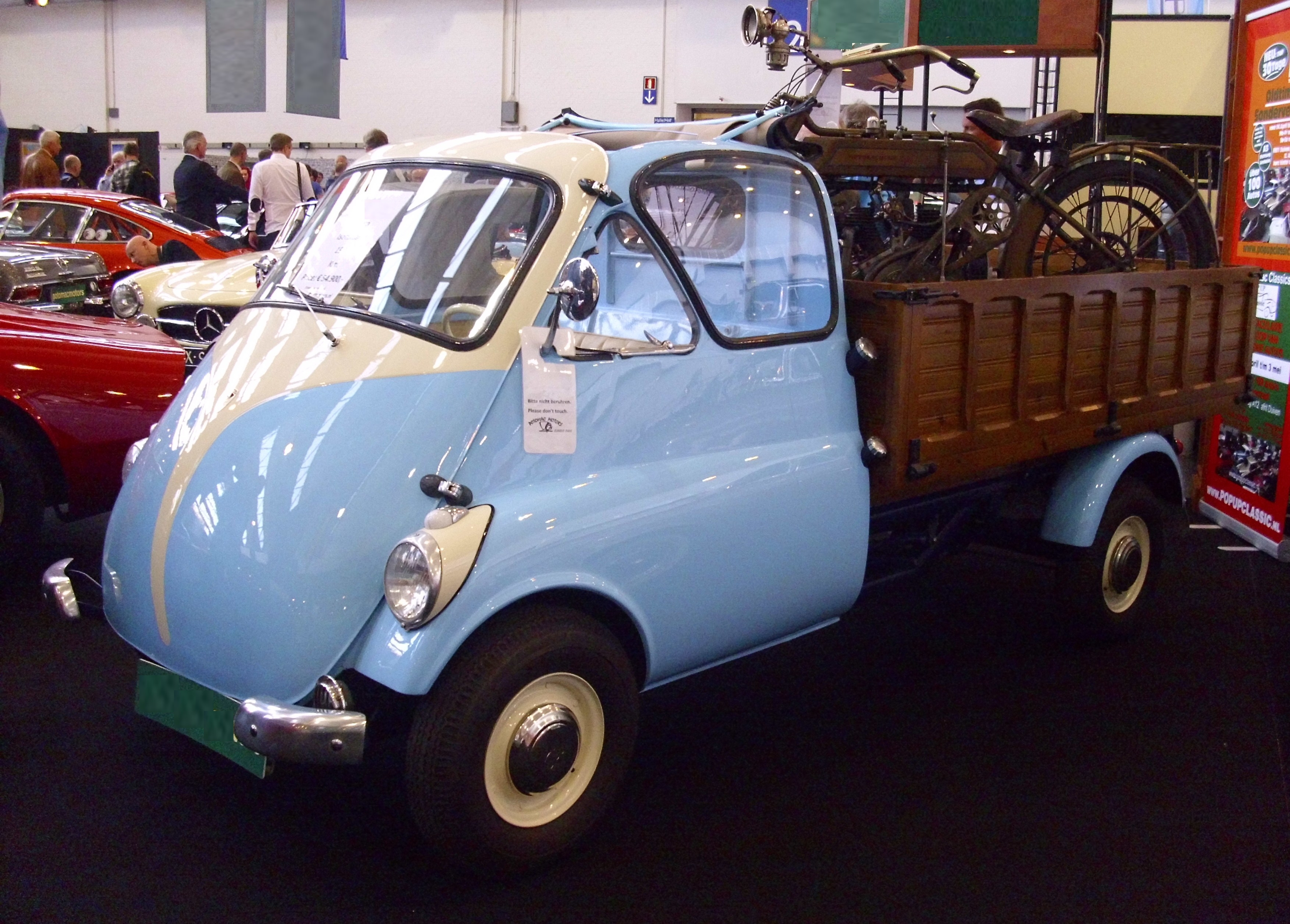
Iso Isocarro 500 з бортовою платформою

За аналогією з «Фордом» цю машину можна було замовити в будь-якому кольорі, за умови що він білий. 236-кубовий мотор був збільшеним в об'ємі двигуном від мотоцикла Isomoto 200, в збільшеному варіанті він розвивав 9.5 к.с., що дозволяло «бабл-кару» розганятися до 70 км/год. Сам двигун для зменшення вібрацій кріпився до рами через гумові подушки. У 1954 році Ренцо Ріволта вирішив прорекламувати свою продукцію, чиї продажі почалися в грудні 1953 року. Він виставляє 4 машини на Мілле Мілья, і ці малятка виграють командний приз у показнику продуктивності. Незабаром з'являється ще один автомобіль, цього разу комерційний — Isocarro 500, який був на 80% уніфікований із Isetta. Він став популярним серед комерсантів Середземномор'я, оскільки легко міг протискуватися по вузьких стародавніх вулицях, везучи 500 кг вантажу. Головна відмінність вантажівки від легкової машини була не тільки наявність довшої рами (на вантажну платформу легко поміщалася Isetta), а й в приводі трансмісії, обидві машини мали 4-ступінчасту коробку передач, але на малятку задні колеса приводилися в дію за допомогою ланцюгів, а на вантажівці вже застосували кардан.
На розчарування Ріволти в Італії машина не користувалася тим попитом, який він очікував побачити, оскільки в розробку були вкладені гроші, котрі не відбивалися, з'явилася небезпека банкрутства. Але тут допомога приходить з Німеччини, фірма BMW, яка випускала свої автомобілі в Айзенаху, позбулася своїх виробничих потужностей в цьому місті, оскільки воно виявилося спочатку в сфері радянської зони окупації, а потім і зовсім опинився в НДР. У 1952 році баварці почали випускати автомобілі в Мюнхені, але то була дорога продукція, яка не користувалася особливим попитом, тому, щоб вижити, німці вирішили виробляти популярні тоді в Німеччині так звані «buble-car», і вибір припав на фірму Iso. Наприкінці 1954 року технологія і устаткування для виготовлення кузовів були передані німцям, сама італійська фірма продовжила виробництво вантажної версії, а також двигунів для неї. BMW ж підготували для «бабл-кара» свої власні мотори, оскільки спочатку, крім авіаційних двигунів, фірма займалася і виробництвом мотоциклів.
Iso мав завод в Мадриді, і продовжив виробництво Isetta в Іспанії, але там всього разом з Isocarro 500 було виготовлено не більше 1000 автомобілів, а незабаром інтерес до малятка проявили і в інших країнах, так в Бельгії машину стала виготовляти фірма Pilette, у Франції — компанія Velam, яка використовувала кузови власного дизайну, і їх продукція мала варіант кабріолет, а мотори і трансмісія були від Iso Isetta. У 1957 році залізничний завод фірми Dunsfold Tools Ltd, що в Брайтоні, який припинив виробництво локомотивів, починає виготовлення цієї машини. Перебудовувати завод допомагала фірма BMW, а перша партія з 1000 машин була продана не у Великій Британії, а в Канаді. Через рік виробництво Isetta починається і в далекій Бразилії, кланом Ромі. Виробництво вантажного Autocarro тривало до 1959 року, після чого завод в Італії виготовляв тільки двигуни і трансмісії для ліцензійних автомобілів.

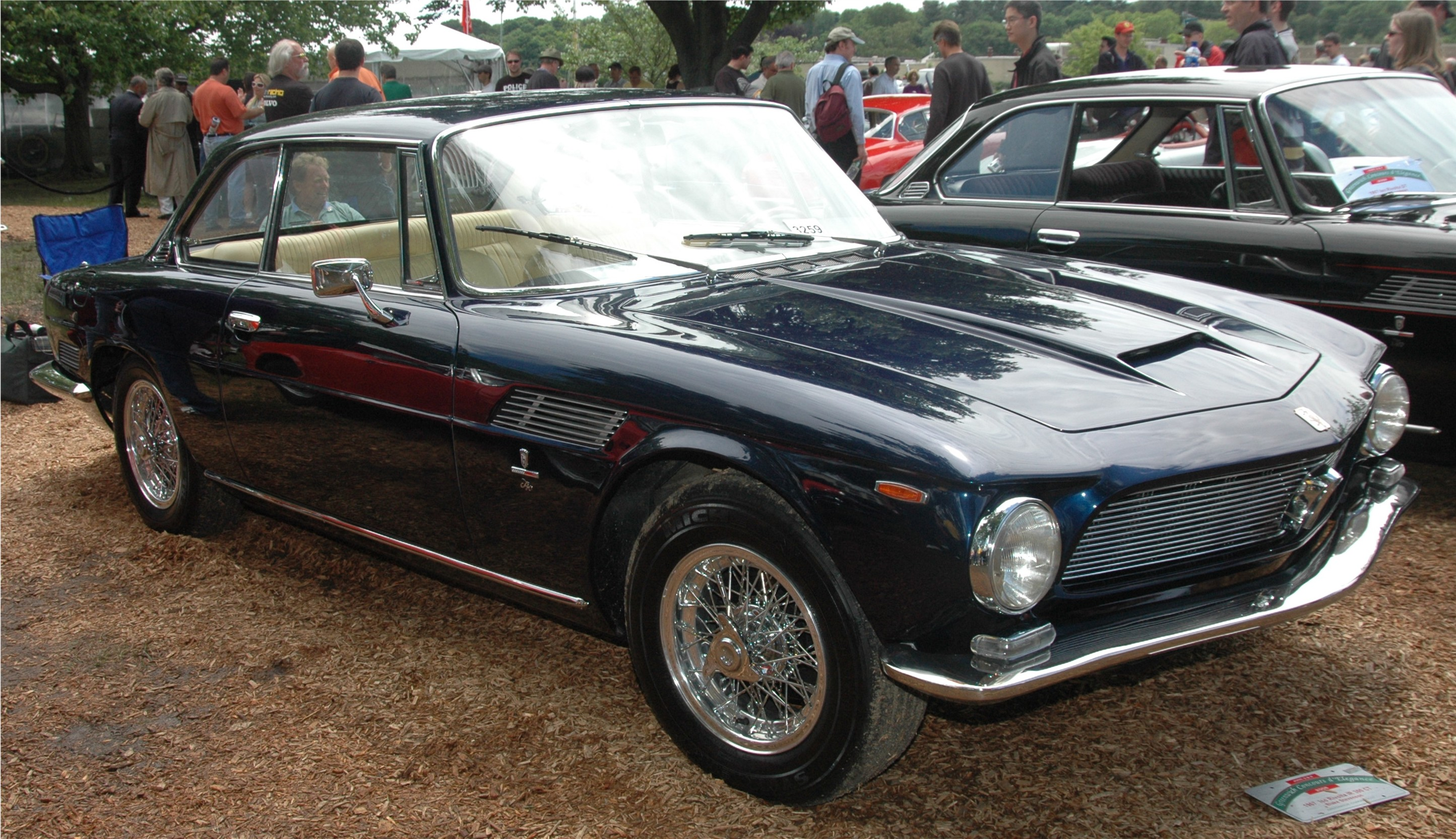
Iso Rivolta IR300

Ренцо Ріволта задумав повернутися в світ легкових автомобілів, причому цього разу не мікрокласу, а класу Гран Туризмо. Гроші, які були виручені завдяки продажам вантажівок, двигунів і BMW Isetta (італійська фірма мала відсоток з кожної проданої машини) пішли на розробку нової машини, яка була представлена на виставці в Турині 1962 року.
Ріволта був досить забезпеченою людиною, тому його любов до автомобілів проявилася у володінні такими марками як Ferrari, Maserati і Jaguar. Марка Lamborghini з'явилася завдяки тому, що Феруччіо Ламборгіні залишився незадоволений своїм Ferrari 250 GT, що постійно ламався, і звернувся зі своїми претензіями до Енцо Феррарі, однак виробник тракторів був проігнорований коммендаторе, в підсумку Ламборгіні вирішив показати панові з Маранелло, як треба будувати машини. Синьйор Ріволта був теж незадоволений своїми машинами, Ferrari була комфортабельна, комфортабельні і швидкі Maserati — ненадійними, а надійні, швидкі і комфортабельні Jaguar, на думку Ріволти, погано управлялися.
Тому він вирішив показати, як треба будувати машину, десь на виставці він почув розмову двох американців, які ділилися думкою, що найкращим автомобілем є європейська машина з європейським шасі і потужним американським мотором, ця думка запала в душу Ріволті. Він ділиться цією думкою з Джованні Бертоне, той у свою чергу розповів, що його працівник Джуджаро якраз побудував кузов для англійської фірми Gordon, яка мала британські шасі і американський двигун, однак у містера Гордона не вистачало грошей для того, щоб запустити в серію цей автомобіль. У підсумку Ріволта зв'язується з Гордоном, який висилає автомобіль із Слау, що недалеко від Ленглі, в Мілан. Коли автомобіль був на місці, Ренцо вирішує показати машину своєму знайомому — колишньому фахівцеві з фірми Ferrari Джотто Біззаріні. Той ретельно оглянув машину і прийшов до висновку, що британське шасі погане. Але ось американський мотор — прекрасний, також сподобалася Біззаріні і задня підвіска типу «Де Діон». Ріволта відправляє британську машину назад і скасовує угоду з британцями, заодно він просить маестро Біззаріні підготувати нове шасі, а в допомогу йому відправляють заводського інженера Раджі.
У підсумку в 1962 році з'являється перший італійський Гран-Туризмо, що спокійно вміщав 4-х пасажирів. Rivolta IR300 був збірною солянкою, так шасі було своє, кузов надавала фірма Bertone, мотор був американський 300-сильний 5.3 л V8, який ставився на Corvette, коробки передач були 5-ступінчасті від німецької фірми ZF, задній редуктор — від Jaguar, дискові гальма всіх коліс — від Dunlop. Однак, не дивлячись на те, що з'явилася і більш потужна версія IR340 з 340-сильним мотором, попит на машини виявився зовсім не тим, що очікував побачити синьйор Ріволта, хоча ринок збуту і розширився завдяки покупцям з США, Австралії і навіть Гонконгу, але головною цільовою групою були американці, а вони зараз були зачаровані дизайном нового Corvette, який якраз з'явився в 1963 році.

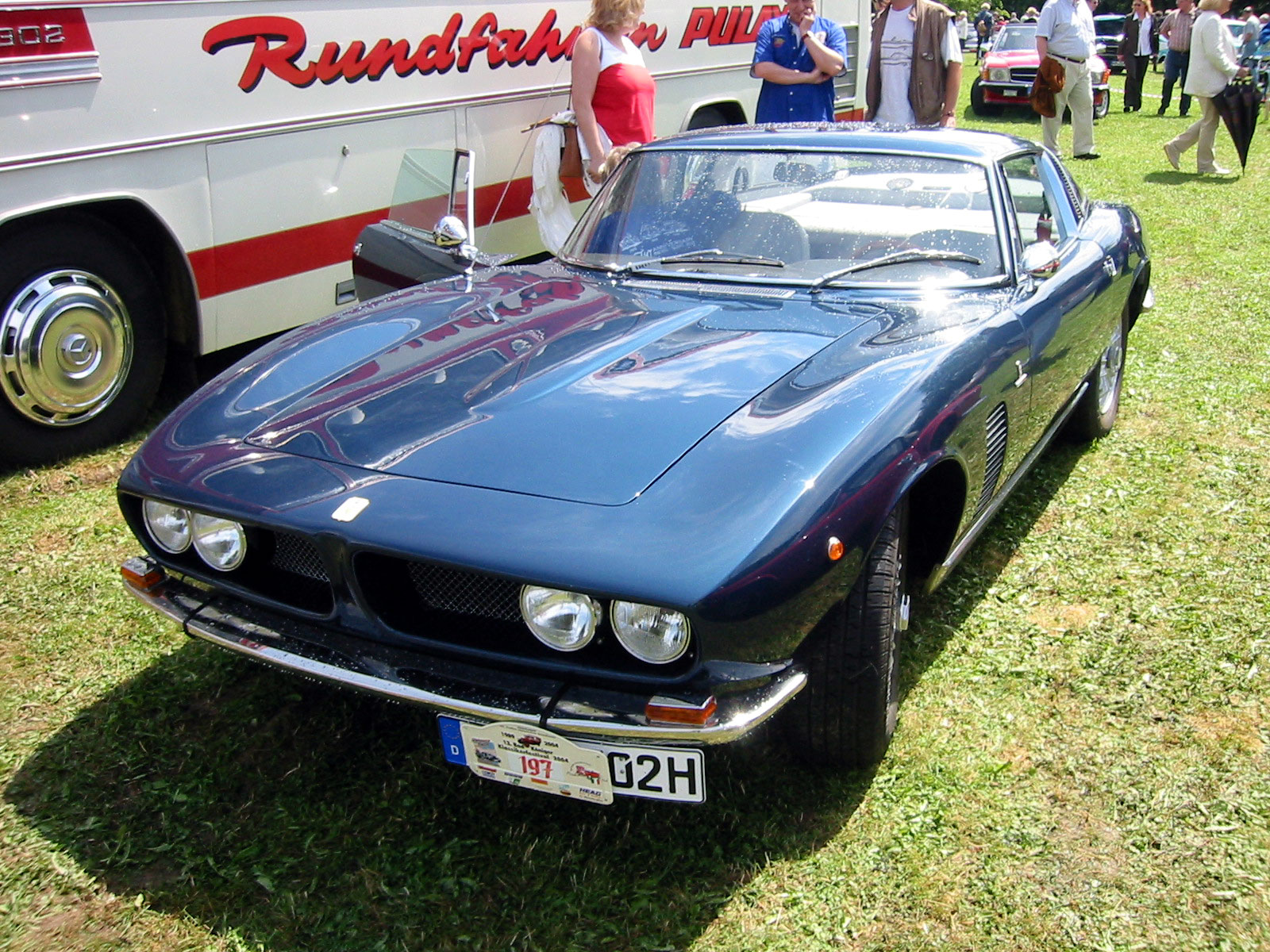
Iso A3/L

Восени 1963 року публіці показують прототип Iso A3/L (Lusso, тобто люксовий), цей спортивний стрімкий автомобіль був спроектований також в співдружності фірм Iso, Bertone і Bizzarini, і мав спортивний вигляд, що нагадував американський Corvette.

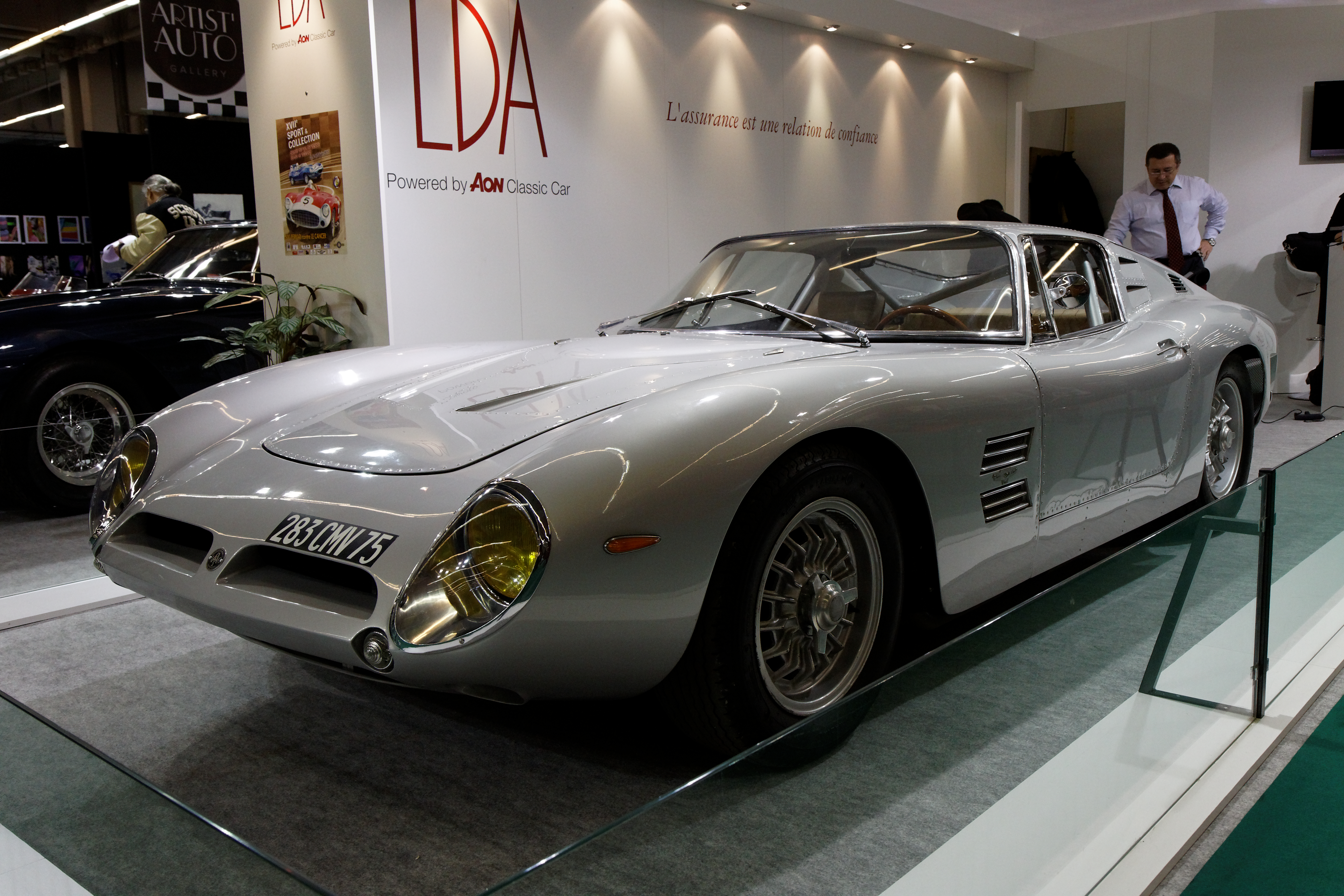
Iso A3/C

Машина була побудована на скороченому шасі моделі Rivolta, а 5.3 л мотор був ретельно перебраний, після чого з нього вдалося зняти близько 400 к.с., що дозволяло автомобілю, оснащеному 4-ступінчастою коробкою передач Borg Warner, розганятися до 275 км/год. Крім цієї машини стала сюрпризом і поява гоночної машини А3/С (Corsa — гонка), яка мала кузов монокок, посилений рамою, двигун, що розташовувався по центру бази, був ідентичним тому, що стояв на прототипі A3/L, підвіска була в основному запозичена від серійних Iso, крім задньої, яка замість підвіски «Де Діона» отримала тяги «Уатта». Але, на відміну від Iso A3/L, ця машина пішла у виробництво, але не на заводі в Брессо, а на фірмі, що належала гонщику П'єро Дрого — Carrozzeria Sports Cars, під пильним контролем Біззаріні.
У 1964 році цей спортивний автомобіль був виставлений на 24-годинний марафон у Ле-Мані, де під управлінням П'єра Нобле і Едгара Берні ця машина приходить до фінішу 14 в загальному заліку, але першою в класі Prototype 5001 — Unlimited. Машина була першою серед єдиної, що виступала в цьому класі. У цьому ж році на виставці показують ще один прототип — A3/L Spider, тобто відкрита версія торішнього прототипу.

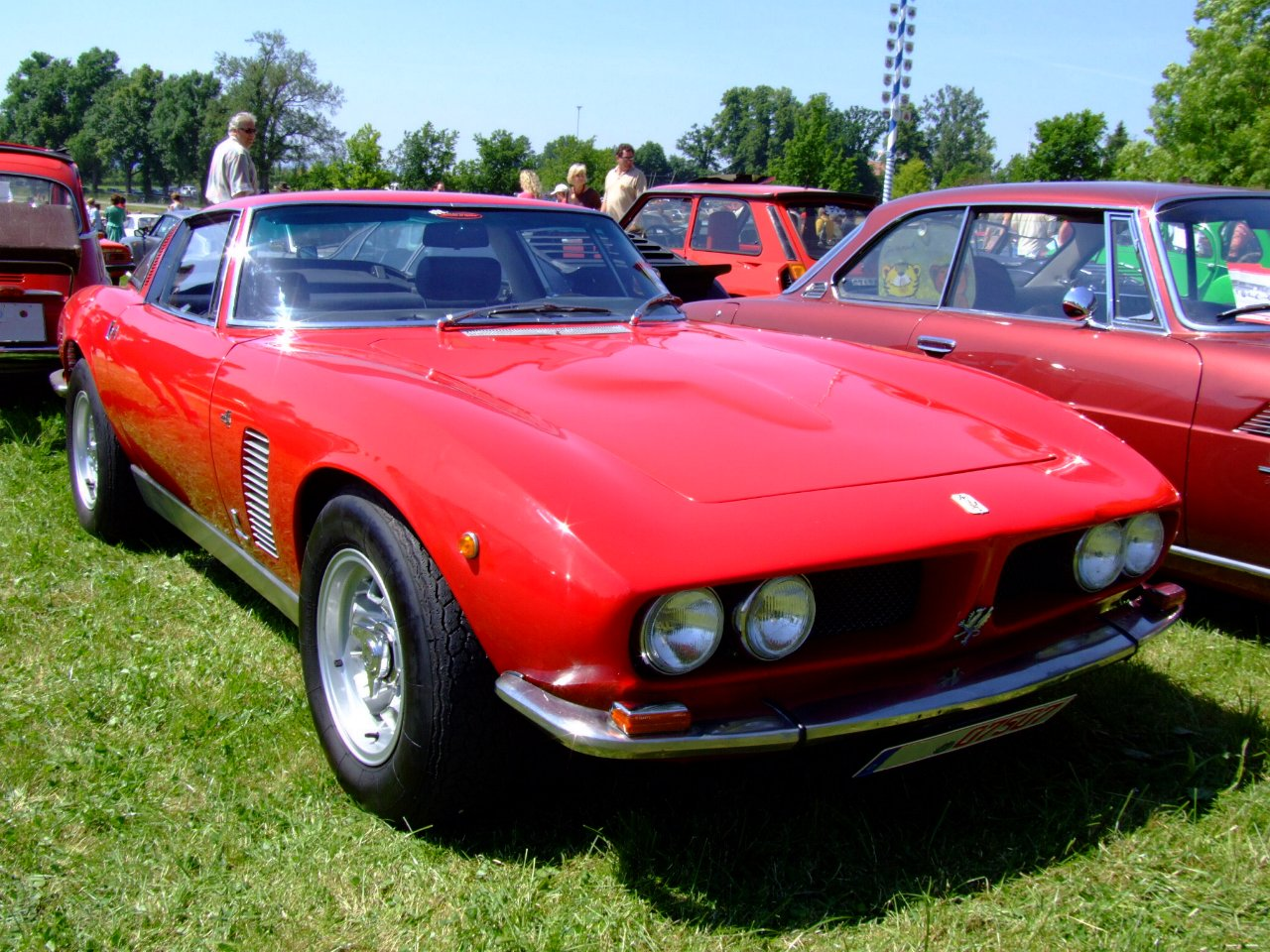
Iso Grifo GL 365

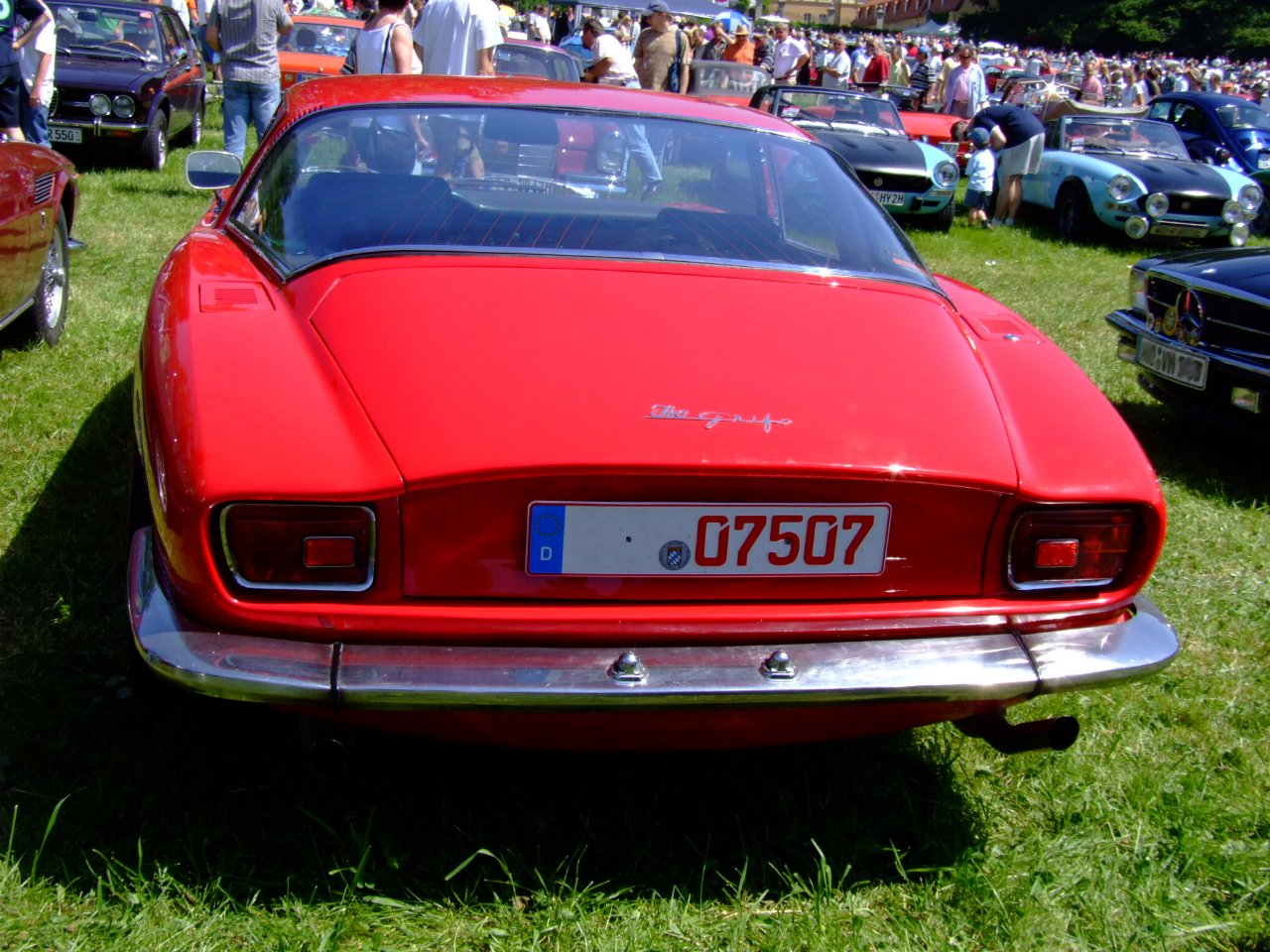
Iso Grifo GL 365

Нарешті в січні 1965 року починається виробництво нового купе, яке отримало назву Grifo GL 365, машина отримала схожий з A3/L дизайн, проте багато елементів кузова були різними, наприклад, ручки дверей, форма і розташування повітрозабірників і т. д.. Також різнилася машина і за технічними характеристиками, серійне купе отримало 365-сильний мотор, однак і дефорсований на 40-45 к.с. мотор дозволяв розмінювати стрілку спідометра за позначку в 255 км/год, що робило це комфортабельне купе одним з найшвидших у своєму класі.

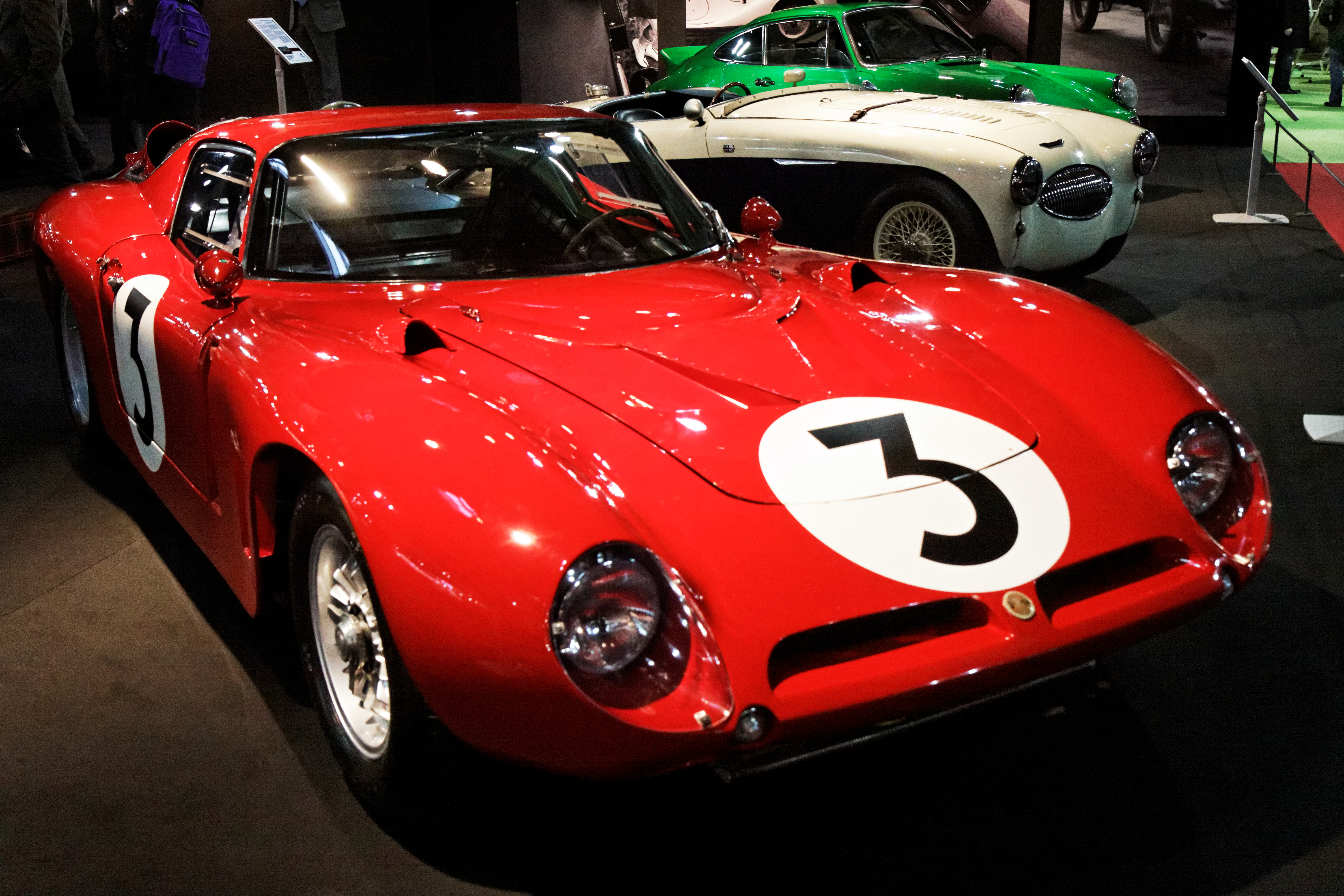
Iso Daytona 6000GT

На Ле-Мані барон Жан де Мортемар і Режес Фрессіне приходять вже 9 в загальному заліку і знову першими у своєму класі прототипів, і єдиними, хто фінішував, але цього разу учасників у класі прототипів було куди більше, у тому числі на таких машинах, як Ford GT40, Shelby з 7 л мотором або Maserati Tipo 65. У цьому ж сезоні шляхи Ріволти і Біззаріні розходяться, оскільки не могли знайти компромісу по моделі Grifo A3/C, в результаті інженер починає продавати своє дітище під маркою Bizzarini, до того моменту продавши 22 автомобілі під маркою Iso. Разом з тим за допомогою фірми Neri & Bonacini з Модени на шасі А3/С будуються два гоночних прототипи Daytona 6000GT, які при об'ємі мотора в 5.3 л розвивали потужність в 490 к.с.. Ці машини дебютували на перегонах в Італії, але проектувалися вони для американських гоночних трас.

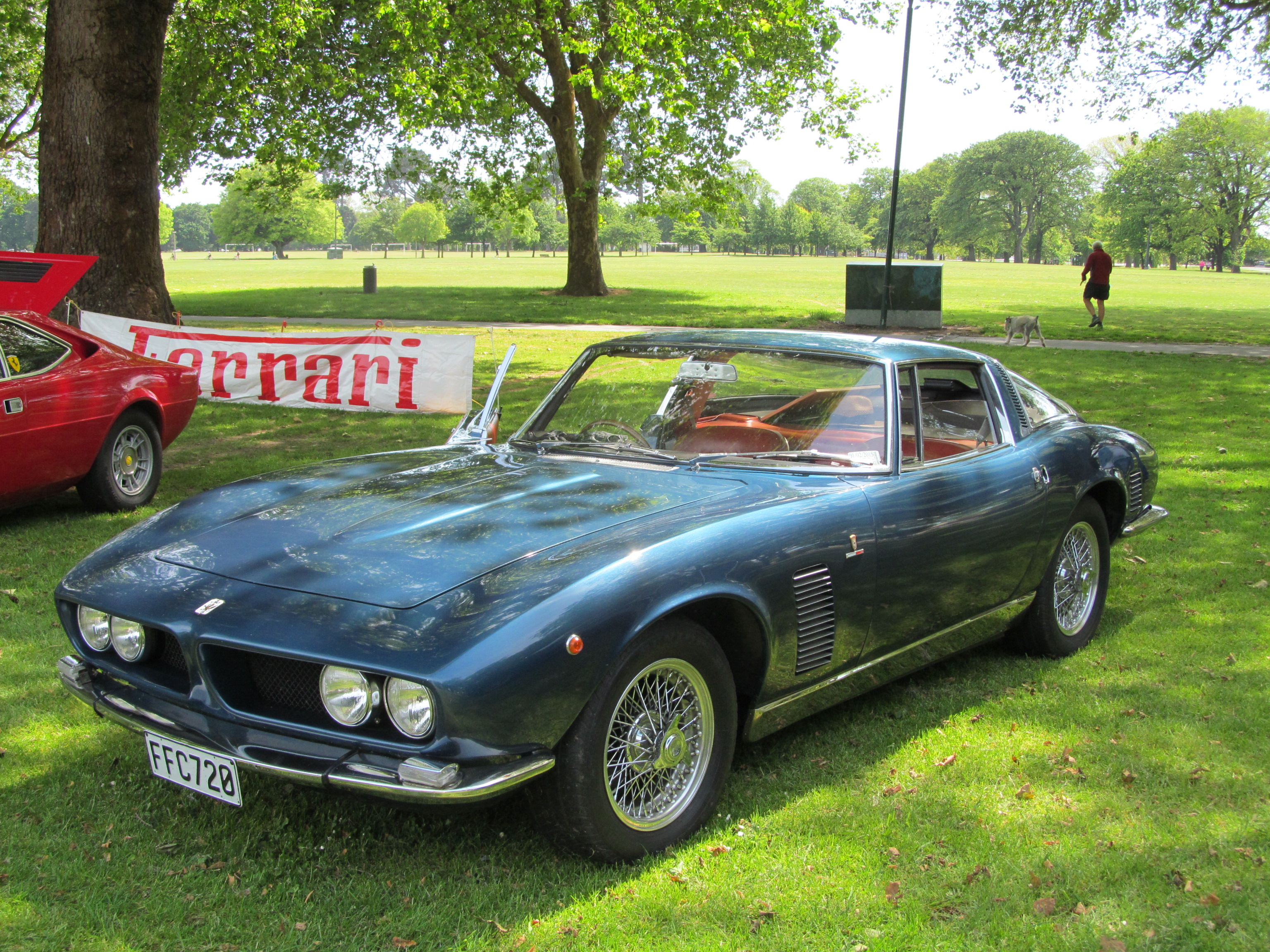
Iso Grifo GL 365

У травні 1966 року замість відкритої версії спайдер модель Grifo обзаводиться кузовом типу тарга, який був спроектований працівником студії Bertone на прізвище Гандіні. Від спайдера довелося відмовитися через недостатню жорсткість кузова, а тарга цілком могла стати гідним аналогом для тих, хто любив вітер, оскільки двосекційний дах легко розміщувався в багажнику, однак постачати такі машини своїм клієнтам фірма змогла тільки в жовтні того ж року.
Тим часом у серпні 1966 року раптово і несподівано для всіх вмирає Ренцо Ріволта, якому було всього 58 років, біля керма компанії стає його 25-річний син П'єро. Модель Rivolta 340 змінюється варіантом 350, тобто з 350-сильним мотором, а Grifo обзаводиться більш доступною моделлю з 300-сильним агрегатом.

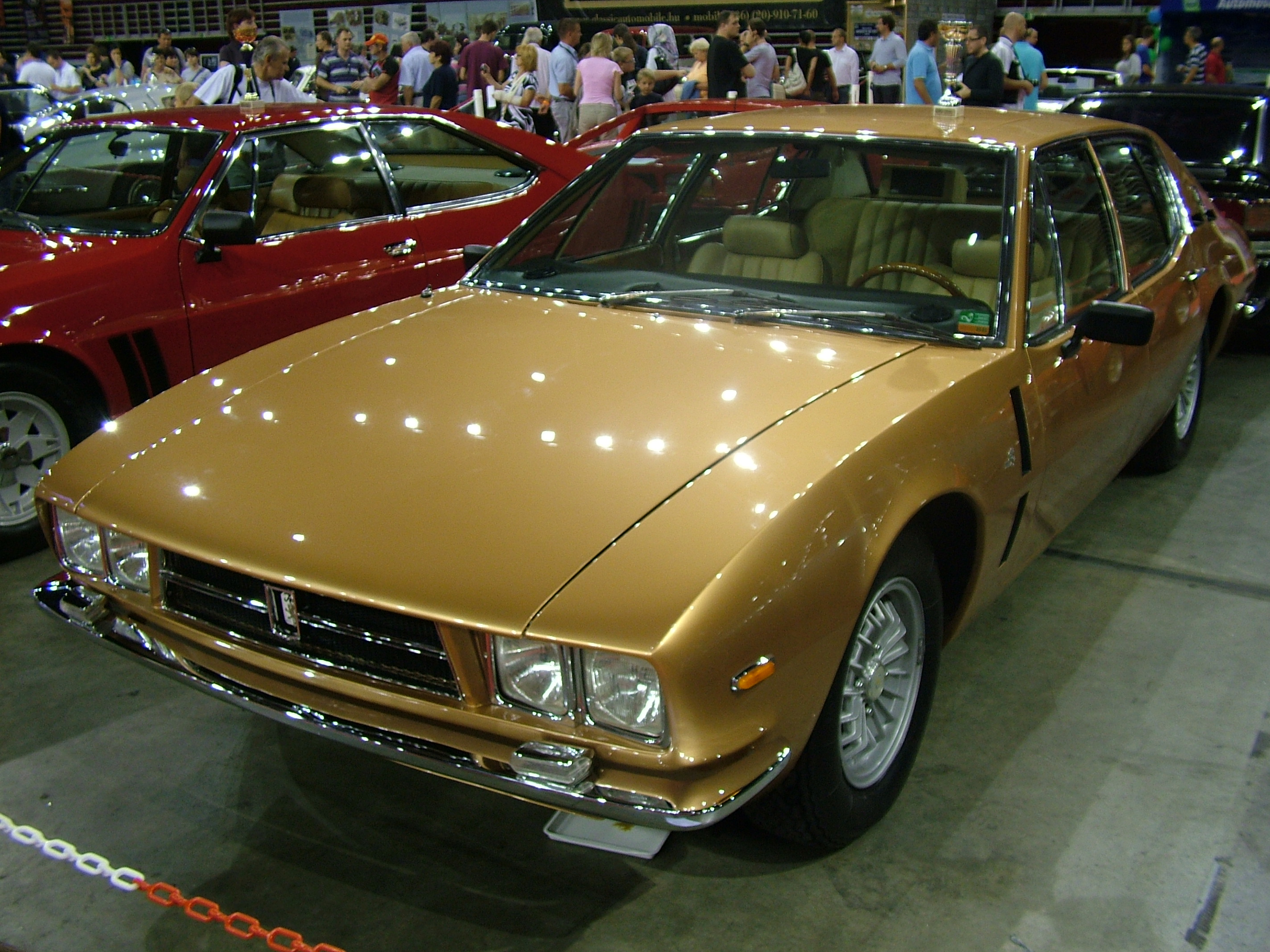
Iso Rivolta S.4

Восени 1967 року у Франкфурті показується автомобіль, який був спроектований з ініціативи нового боса П'єро, це був великий седан з назвою Rivolta S.4. П'єро бачив в цій машині головного конкурента для великих седанів Maserati Quattroporte, які програвали новому автомобілю в об'ємі двигуна. Rivolta S.4 був побудований на збільшеному в базі шасі від купе Rivolta. Кузов був підготовлений фірмою Ghia, і збоку своєю задньою частиною нагадував свого конкурента від Maserati, а родзинкою передка стала наявність 4-х квадратних фар. Моторів пропонувалося два, обидва були запозичені з купе, причому більш потужний варіант (350 к.с.) оснащувався автоматичною коробкою передач, максимальну швидкість такий седан міг розвинути в розмірі 230 км/год, виробництво машин почалося тільки в лютому 1968 року.

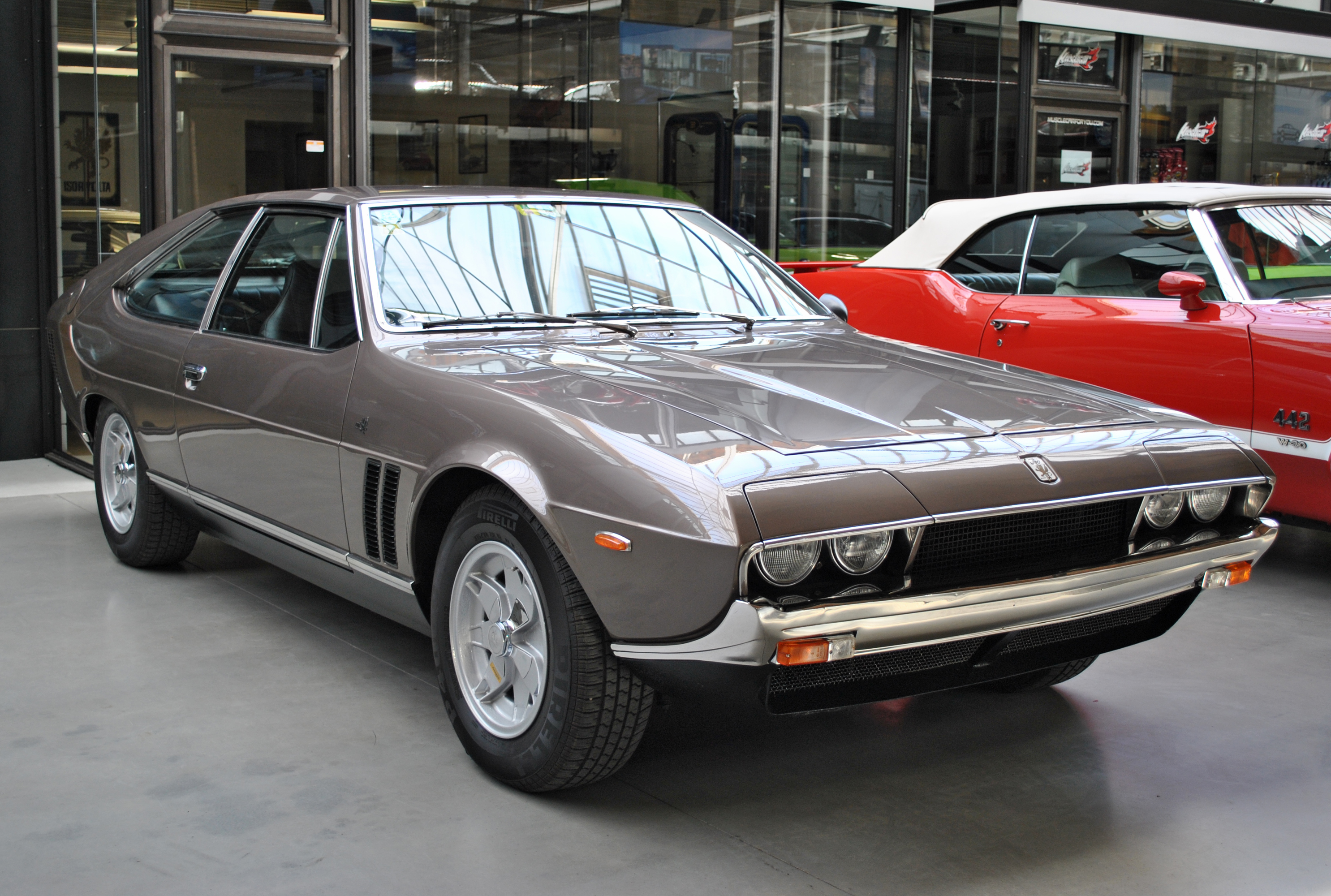
Iso Lele

У 1968 році П'єро пропонує своїм клієнтам машину, яка здатна розвинути швидкість в 300 км/год — Grifo 7-Litri, на яку після значних переробок шасі встановили 7-літровий мотор Chevrolet L71, здатний передавати на задні колеса 435 к.с.. Зовні ця машина відзначалася від базових варіантів більш великими зовнішніми фарами і горбом на капоті. У лютому 1969 року седан S.4 перейменовується в Fidia, а прем'єра оновленої машини проходила в Афінах, оскільки назва машини нагадувала ім'я давньогрецького скульптора і архітектора, незабаром ця машина знаходить наліт богемності, оскільки праворульний варіант цієї машини купує Джон Леннон. Fidia від Rivolta S.4, яких до того моменту було продано всього 45 штук, відрізнялася головним чином салоном, а сходити машина стала з нового заводу в Варедо. Також в 1969 році демонструють наступника вже застарілого зовні купе Rivolta, хоча технічно машина була цілком на рівні. Тому нова машина відрізнялася лише новим кузовом, авторами якого були працівник студії Bertone Марчелло Гандіні і подружжя П'єро і Лейлі Ріволта, на честь дружини П'єро — Лейлі і було дано ім'я новинці.

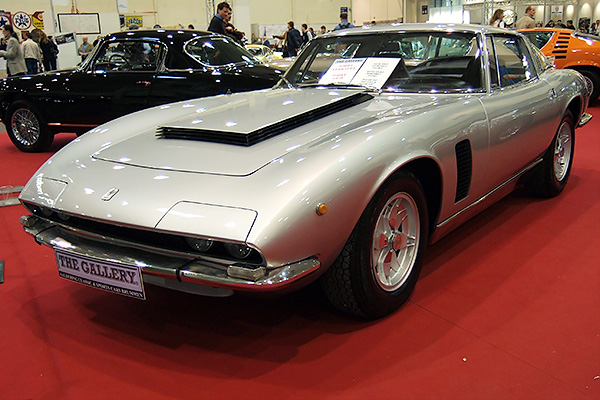
Iso Grifo IR-9 Can Am

У 1970 році нарешті модель Rivolta йде на пенсію, до того моменту було побудовано 792 автомобілі, з яких всього 7 було виготовлено в поточному році, оскільки малося нове купе з новим обличчям, то модель Grifo, яка з'явилася в середині 60-х, отримує нову лицьову частину, виконану в стилі Lele. Машина тепер, відома як Grifo Series II, отримує і новий мотор для топового варіанту IR-9 Can Am — V8, об'ємом 7.4 л, який розвивав 395 к.с., але через втрату потужності падає до 275 км/год і максимальна швидкість машини.
У 1972 році давній партнер фірми — General Motors, просить оплачувати мотори авансом, на що П'єро Ріволта відмовляється, він йде на контакт з фірмою Ford, оскільки у нього були чудові стосунки з італійськими представниками фірми. Ford погоджується постачати йому двигуни серії Cleveland з оплатою після реалізації кінцевого продукту.

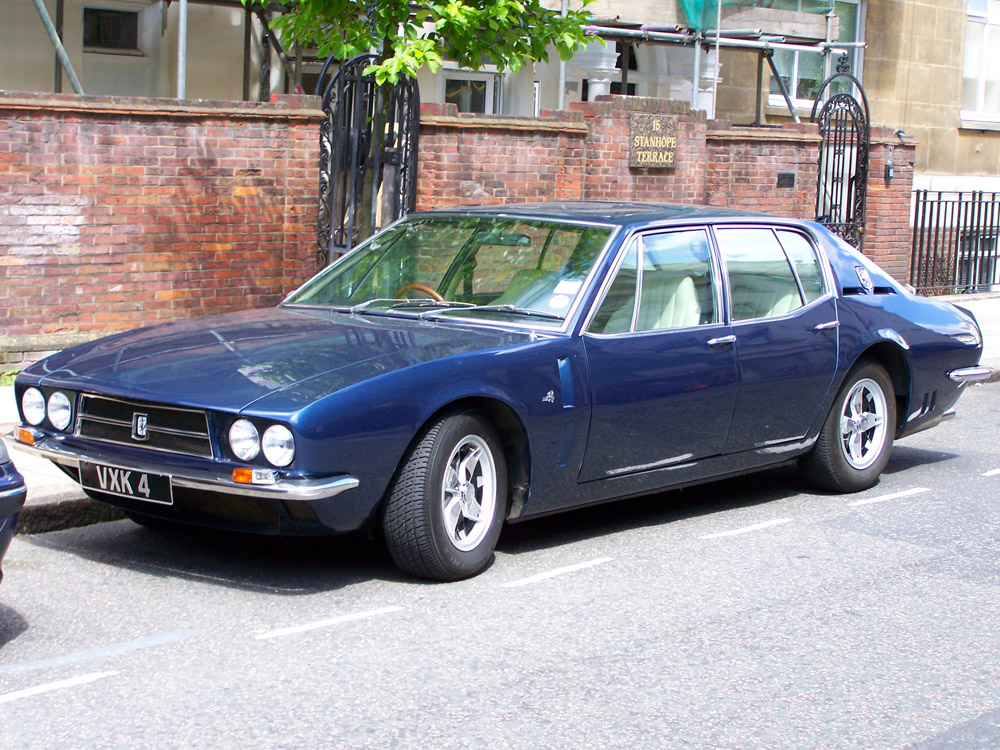
Iso Fidia IR-10

Тепер базова модель Lele називалася Lele IR-6, під капотом у неї був 5.8 л мотор, потужністю 325 к.с., який оснащували або 5-ступінчастою коробкою передач від фірми ZF, або 3-ступінчастим автоматом від Ford. Iso Fidia, що отримала аналогічну техніку, тільки потужністю в 330 к.с., отримує індекс Fidia IR-10, а передок нової машини, яка роком раніше отримала консоль панелі приладів від Lele, тепер можна було відрізнити від попередника по круглих фарах.
Модель Grifo позбавляється топової версії, а єдиним доступним варіантом тепер була Grifo IR-8 з 5.8 л мотором, який був форсований до 351 к.с., що дозволяло машині розганятися до 270 км/год. У цьому ж році П'єро Ріволта, який намагався розрекламувати свою продукцію, вплутується в згубну для нього справу, він починає спонсорувати гоночну команду Френка Вільямса, під назвою Iso-Marlboro, а поки Джон Кларк працював над оновленням боліда, фірма представляє публіці на виставці в Турині новий прототип, з яким були пов'язані великі надії — Varedo. Машина мала середньомоторну компоновку, а кузов був виконаний з композитних матеріалів, так що при потужності в 351 к.с. і вазі в 1000 кг машина повинна була володіти непересічними характеристиками, автором кузова був працівник фірми Zagato — Екроле Спада, а співавтором виступив сам П'єро Ріволта.

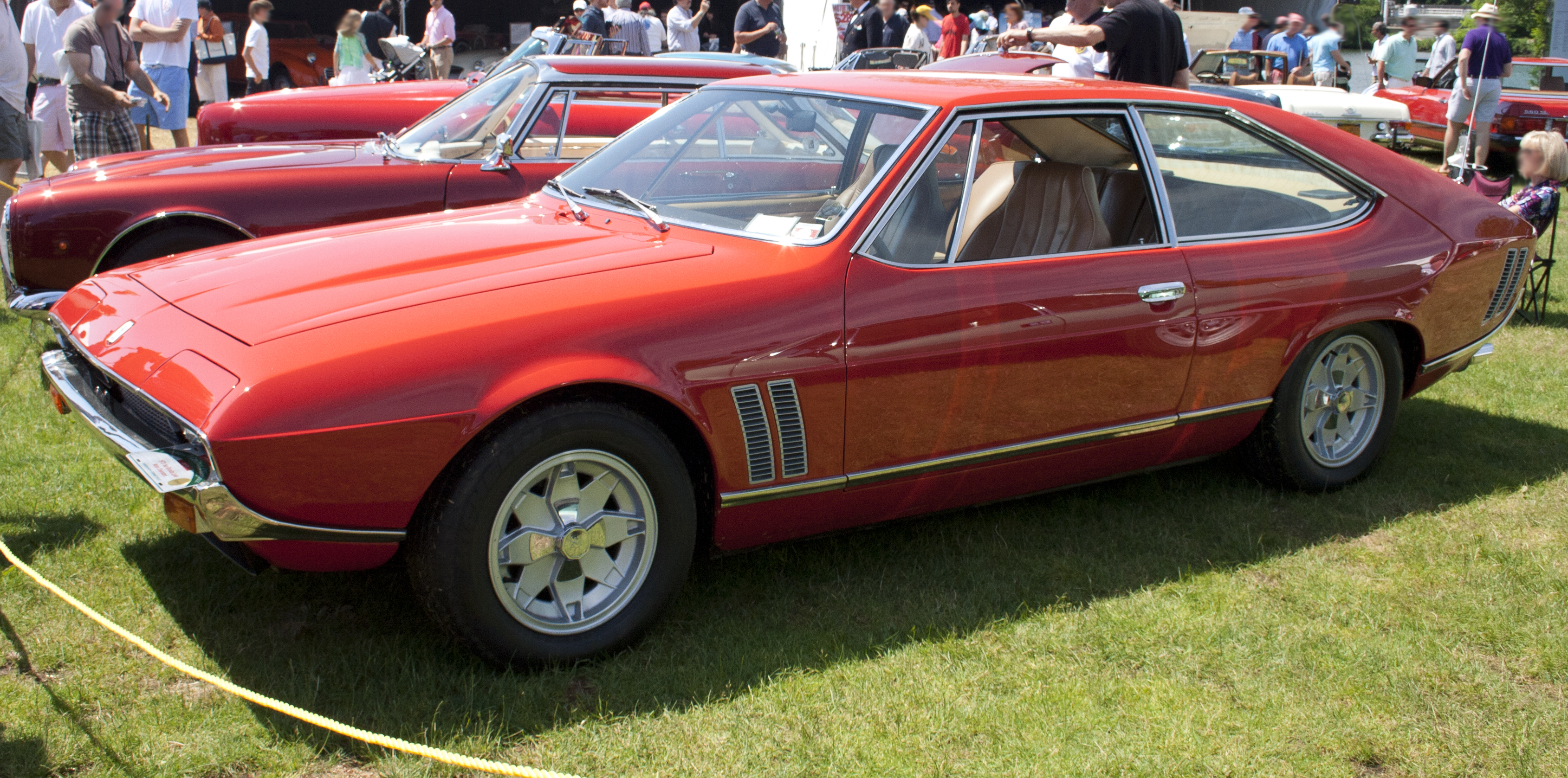
Iso Lele IR-6 Sport

Проте продажі машин були мізерними, наприклад, тільки седанів Fidia за рік було зібрано близько 20 екземплярів, при тому, що в Італії конкурентом був De Tomaso Deauville, що тільки що з'явився, який був побудований за тією ж філософією — американський потужний мотор на європейському шасі, плюс шикарна обробка салону, але багаті італійці воліли мати великі Mercedes-Benz або Bentley, а для американців машина була не надто великою. Оскільки поки що коштів на запуск у виробництво наступника моделі Grifo не вистачало, до того ж почалася спортивна програма фірми, проте за сезон 1973 року команді вдалося набрати лише 2 очки, завдяки Кенлі, який фінішував сьомим на Гран-прі Бразилії і Ван Леннопу, який фінішував 6 в Голландії. В цей же час для підтримки гоночної команди будується п'ять рекламних автомобілів Iso Lele Marlboro, які оснастили 360-сильним мотором, який працював на пару з 5-ступінчастою коробкою передач. Але в підсумку через найскладніші фінансові втрати П'єро Ріволта змушений був продати в тому ж році свою компанію американському бізнесменові і магнату в сфері холодильного обладнання — Іво Перо, який ставить біля керма компанії свого пасинка, молодого сицилійця — Карло Бертіоле. Нові господарі перейменували фірму в Iso Motors. Проект Varedo відправився в смітник, залишки машини викупив пізніше П'єро Ріволта, і відновив її до первісного вигляду, зате з'являється серійний 360-сильний варіант Lele — Lele IR-6 Sport. Від серійної моделі її відрізняла не тільки наявність більш потужного мотора, але і доопрацьований кузов, так замість хромованих бамперів з'явилися склопластикові, а самі елементи кузова, наприклад, дах і двері були зроблені з більш легких матеріалів.

## Припинення виробництва автомобілів. Закриття компанії

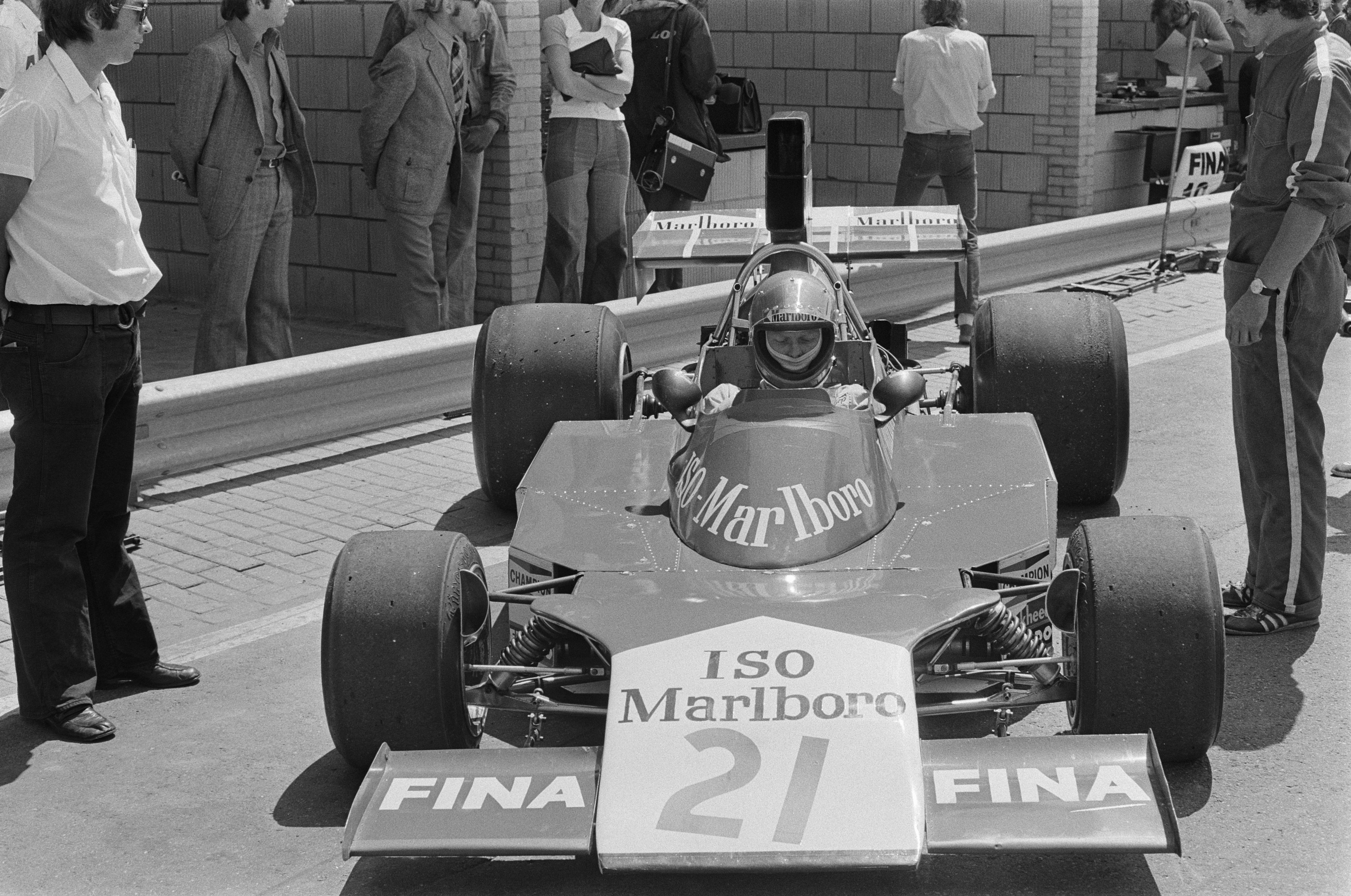
Iso-Marlboro IR1 1974 року

У 1974 році у Формулі 1 починає ганяти болід, підготовлений Джанпаоло Далларою, автором таких автомобілів, як Lamborghini Miura і Lancia Stratos. Однак оновлена машина виявилася нітрохи не кращою за торішню, в тих Гран-прі, де машини доходили до фініш, у не вдавалося зайняти позиції кращі за 9 місця, в підсумку був провал у Формулі 1, а також паливна криза в капіталістичних країнах остаточно змусила поставити крапку в історії компанії. У грудні 1974 року фірма оголосила про свою неспроможність і припинення діяльності.

## Спроби відновлення марки
Після того, як дітище батька загинуло, П'єро Ріволта переїжджає зі своєю родиною в США, де засновує фірму Rivolta Group, яка займалася виробництвом шикарних яхт і катерів. Ріволта викупив деякі прототипи у збанкрутілої фірми і перевіз їх в США.
Проте в 1976 році колишніми працівниками фірми Роберто Негрі та Мауріціо Джанізі ґрунтується фірма Ennezeta S.r.l., яка викупила право на виробництво автомобілів моделей Grifo, Fidia і Lele, переробивши інтер'єр і встановивши на них 300-сильні мотори. Фірма пропонувала автомобілі з кузовом купе (седан так і не був замовлений ніким) до 1979 року, коли була змушена оголосити про своє банкрутство.

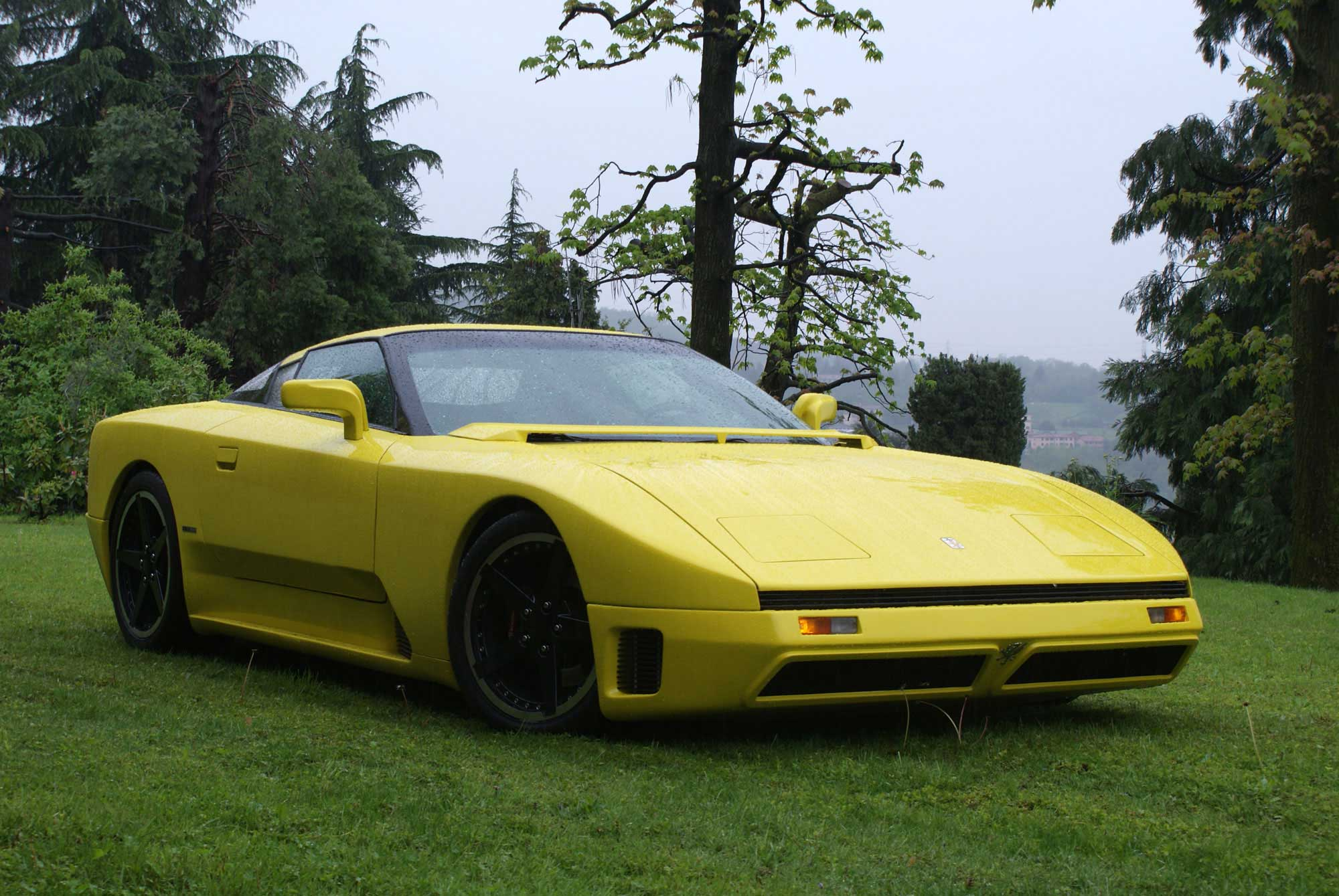
Iso Grifo 90

Але знову про марку Iso заговорили в 1991 році, коли на автошоу з'явився яскраво-жовтий Iso Grifo 90. Склопластиковий кузов, спроектований Гандіні і побудований фірмою Dallara, приховував під собою 435-сильний 5.7 л мотор від Corvette, підготовлений фірмою Callaway, він повинен був стати італійським суперкаром з переднім розташуванням мотора, в піку колишніх тоді у виробництві Ferrari F40 і Lamborghini Diablo із середнім розташуванням двигуна, однак обіцяне до 1993 року серійне виробництво автомобілів не почалося. У 1996 році преса показала доопрацьовану модель Grifo 96, однак немає ніяких відомостей, чи був він взагалі ходовим автомобілем, а не макетом.

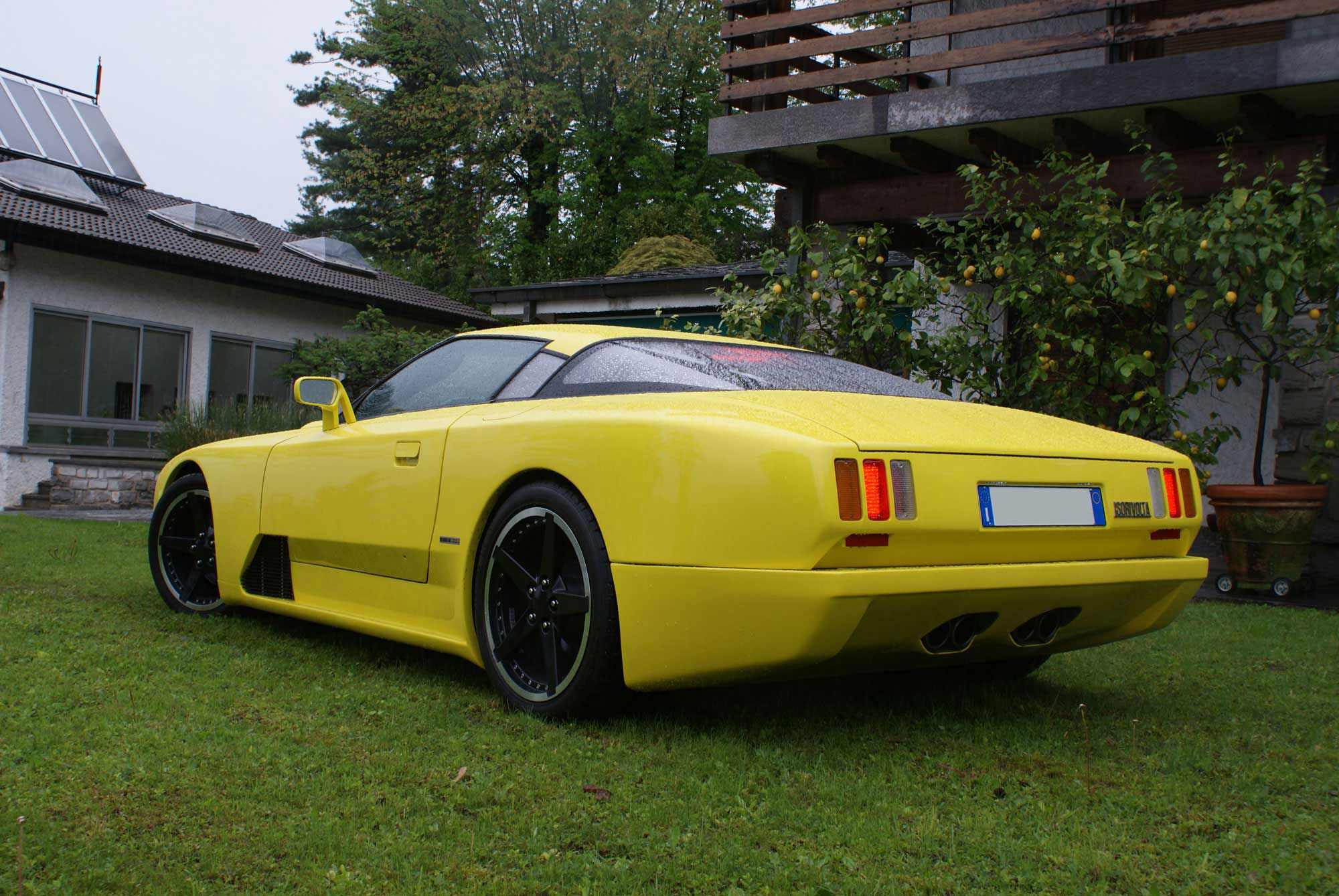
Iso Grifo 90

Наприкінці 90-х, а саме в 1998 році знову заговорили про фірму, цього разу П'єро Ріволта вирішив зайнятися тим, з чого починав його батько, а саме — виробництво мікрокарів, в планах були поставки цієї продукції в Голландію, Бельгію, Францію і навіть у США, проте машини з 500-кубовим 20-сильним моторчиком, які отримали назву Iso Isigo, і на управління якими не потрібні були права, не пішли у виробництво, оскільки компанія переглянула свої плани на майбутній розвиток, і в підсумку від цих мікрокарів відмовилися.
Але, тим не менш, сім'я Ріволта досі пов'язана з автомобілями, оскільки дочка П'єро одружена з власником фірми Zagato, яка і побудувала прототипи Iso Isigo.

## Список автомобілів Iso
- 1953 — Iso Isetta
- 1954 — Iso Isocarro 500
- 1962 — Iso Rivolta IR300
  - Iso Rivolta IR340
- 1963 — Iso A3/C
- 1965 — Iso Grifo GL 365
- 1966 — Iso Rivolta IR350
  - Iso Grifo GL 300
- 1967 — Iso Rivolta S.4
- 1968 — Iso Grifo 7-Litri
- 1969 — Iso Fidia
  - Iso Lele
- 1970 — Iso Grifo IR-9 Can Am